# Brigitte Fosterová-Hyltonová
Brigitte Fosterová-Hyltonová (* 7. listopadu 1974, Saint Elizabeth Parish) je jamajská atletka, jejíž specializací je běh na 100 metrů překážek.
V roce 2009 se stala v Berlíně mistryní světa a zkompletovala sadu medailí. Již v roce 2003 získala na světovém šampionátu v Paříži stříbro a o dva roky později v Helsinkách bronz.
Reprezentovala na letních olympijských hrách v Sydney 2000, Athénách 2004 a Pekingu 2008. Na olympiádě v Sydney doběhla ve finále na posledním, osmém místě v čase 13,49. V semifinálovém běhu však zaběhla druhý nejrychlejší čas 12,70 , který by ji ve finále zaručil bronzovou medaili. O čtyři roky později v Athénách postoupila z rozběhu časem 12,83. Semifinále se však vinou zranění nezúčastnila . Na letních olympijských hrách v Pekingu 2008 skončila ve finále na šestém místě, když trať zaběhla v čase 12,66.
V roce 2002 doběhla v Madridu na světovém poháru druhá. O rok později získala zlatou medaili na Panamerických hrách. Zlato vybojovala také na hrách Commonwealthu v australském Melbourne v roce 2006. V též roce vyhrála světový pohár v Athénách. V roce 2009 vyhrála světové atletické finále v Soluni časem 12,58.

## Osobní rekordy
- 60 m př. (hala) - (7,96 s - 16. března 2003, Birmingham)
- 100 m př. (dráha) - (12,45 s - 24. května 2003, Eugene)